# Lijst van vlaggen van Kroatië
Dit is een lijst van vlaggen van Kroatië.

## Nationale vlag (perFIAV-codering)
|          | Civiele vlag | Staatsvlag | Oorlogsvlag |
| -------- | ------------ | ---------- | ----------- |
| Te land  | · ?          | · ?        | · ?         |
| Te water | · ?          | · ?        | · ?         |

## Vlaggen van bestuurders
| Vlag                               | Periode      | Functie                            | Beschrijving |
| ---------------------------------- | ------------ | ---------------------------------- | ------------ |
| Vlag van de president van Kroatië. | 1990 - heden | Vlag van de president van Kroatië. |              |

## Militaire vlaggen
De oorlogsvlag is reeds in de eerste tabel te vinden.
| Vlag                           | Periode | Functie                        | Beschrijving |
| ------------------------------ | ------- | ------------------------------ | ------------ |
| Geus van de Kroatische marine. |         | Geus van de Kroatische marine. |              |